# فان فيتنامية (وحدة عملة)

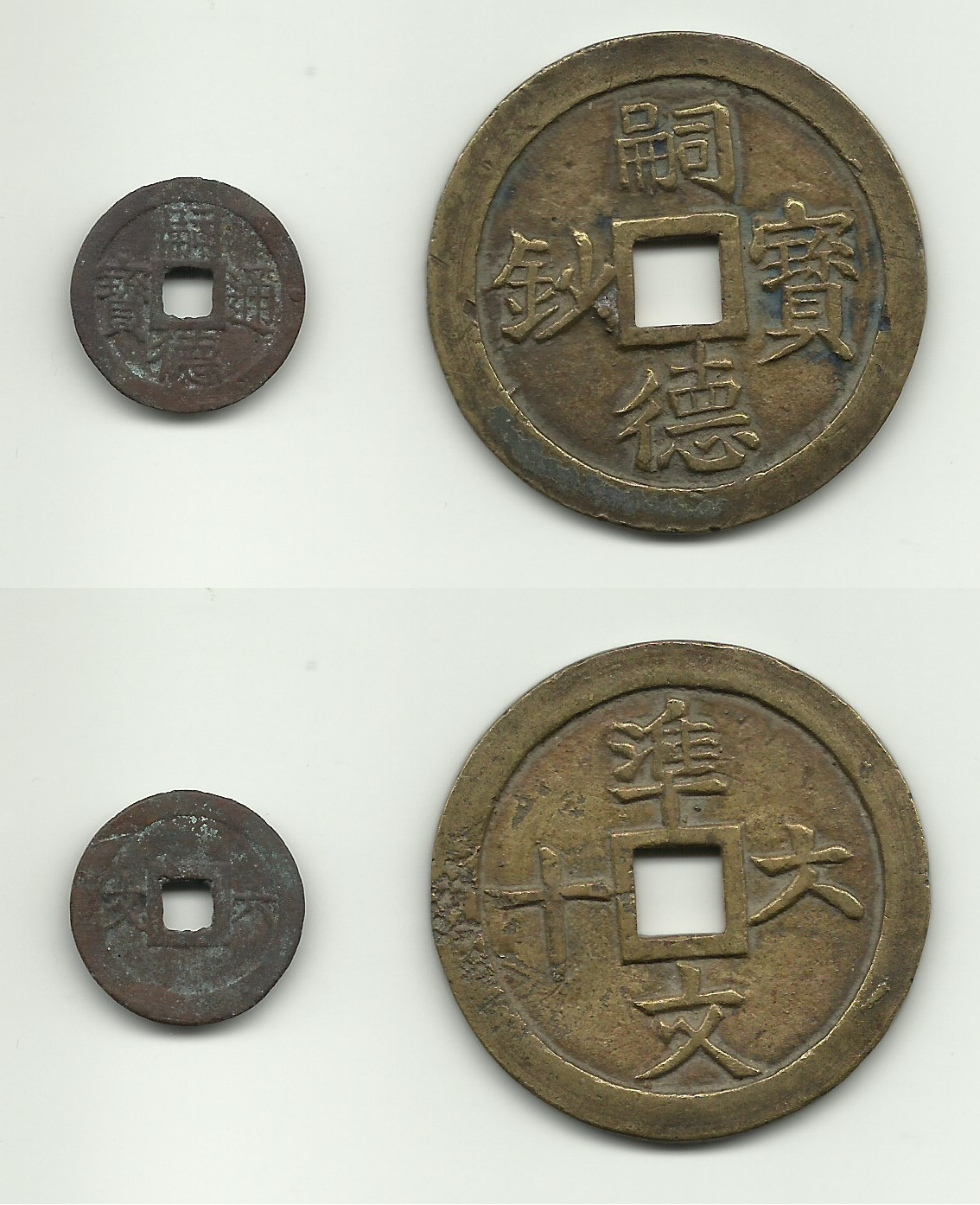
A Tự Đức Thông Bảo (嗣德通寶) بقيمة اسمية 6 văn و تو دوك باو ساو (嗣德寶鈔) بقيمة اسمية 60 văn.

اُستُخدِم الفان الفيتنامي ( بالهاندية : 文؛ بالفرنسية : Sapèque ) كفئة للعملات النقدية الفيتنامية من عام 1868 حتى عام 1945 في عهد أسرة نغوين. ربما كان مصدر الإلهام لتقديم الڤان هو محاكاة الون الصيني المستخدم في عملات أسرة تشينغ النقدية المعاصرة التي أصبحت للتو عملة ورقية ، ومع ذلك، على عكس النظام الصيني حيث صُبَّت جميع عملات الكاش الصينية من نفس المعادن وكان الون هو الوحدة الأساسية لحساب العملات المعدنية المصنوعة من نفس المعادن، استخدم النظام الفيتنامي الڤان كرمز عملة أساسي يشير إلى مقدار قيمة العملات النقدية المصنوعة من الزنك (銅鐱، đồng kẽm ) والعملة النقدية النحاسية أو البرونزية ( đồng điếu )، استخدم نظام العملة الفيتنامي القائم على العملات النقدية الماش (陌) والكوان (貫) كوحدات حساب يمكن أن تستند إلى عملات نقدية من الزنك أو عملات نقدية من سبائك النحاس اعتمادًا على المنطقة أو السياق. استمر استخدامه كمقياس للعملات النقدية المصنوعة من الزنك عندما قُدِّم قرش الهند الصينية الفرنسية ،  وبعد ذلك ظهر المصطلح مرة أخرى على العملات النقدية الفيتنامية ومثل قسمًا فرعيًا من العملات النقدية المصنوعة من سبائك النحاس بدلاً من القرش، وكان يُعرف هذا في الفرنسية باسم sapèque en zinc ، حيث توقف إنتاج العملات المعدنية المصنوعة من الزنك من قبل الحكومة الإمبراطورية لسلالة نغوين حوالي عام 1871.  
كان السابيك الفرنسي من الزنك يستحق بشكل عام من قرش (عملة تعتمد على البيزو المكسيكي) خلال فترة الهيمنة الفرنسية كانت تستخدم في المقام الأول في محمية تونكين الفرنسية ‏ .  وفي الوقت نفسه، كانت العملات النقدية المتداولة في محمية أنام الفرنسية تميل إلى أن تكون مصنوعة من سبائك النحاس وكانت قيمتها أعلى من عملات الزنك النقدية في تونكين، ولا تزال هذه العملات النقدية تستخدم عادةً وحدة العملة فان .  
سيظهر المصطلح الفيتنامي văn (文) على العملات النقدية Thành Thái Thông Bảo (成泰通寶)، وDuy Tân Thông Bảo (維新通寶)، و باو داي ثونغ باو (保大通寶) التي أُنتِجَت تحت الحكم الفرنسي ، وأُنتِجَ آخرها رسميًا حتى عام 1945.  

## تاريخ

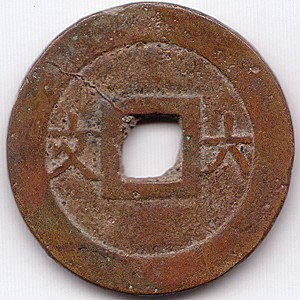
عملة نقدية Tự Đức Thông Bảo (嗣德通寶) عليها نقش عكسي "六文" يشير إلى أنها تساوي ست قطع من عملات الزنك النقدية.

استُخدم لأول مرة بموجب مرسوم رسمي في يناير 1868 في عهد الإمبراطور تو دوك ‏ ، الذي نص على أن "قيمة العملة النقدية النحاسية الكبيرة الحجم ستُصبح 6 (زنك) والعملة النحاسية الصغيرة ستُصبح 4 زنك". في عام 1872، سُكّت أول عملة نقدية نحاسية من طراز تو دوك ثونغ باو (嗣德通寶) تحمل الوحدة النقدية فان في هانوي ، وكان وزن هذه العملات النقدية 7 فان، ونقش على ظهرها "لوك فان" (六文) مما يشير إلى أن قيمتها تساوي 6 عملات نقدية من الزنك. مثّل إدخال هذا الرمز النقدي الجديد تغييرًا في العلاقة بين العملات النقدية الفيتنامية المصنوعة من النحاس والعملات النقدية المصنوعة من الزنك، مما أدى فعليًا إلى زيادة قيمة العملة النقدية الفيتنامية النحاسية. في نوفمبر ١٨٧٩، كانت القيمة الرسمية لستة فانات نحاسية تعادل ستة سابيك من الزنك. إلا أن العملات النقدية الأجنبية، بالإضافة إلى العملات النقدية الفيتنامية المقلدة (المزيفة) المصنوعة من سبائك رديئة، والتي كانت متداولة في فيتنام آنذاك، لم تُستبدل إلا بثلاث عملات نقدية من الزنك. 
في عام 1893، بدأ إنتاج عملات نقدية نحاسية كبيرة من فئة 10 فان (十文، thập văn )، أو 10 عملات نقدية من الزنك، بواسطة Huế Mint. 
خلال نهاية القرن التاسع عشر، كانت سلسلة تونكين من العملات النقدية المصنوعة من الزنك تحتوي عادةً على 600 عملة بينما كانت سلسلة أنامي من العملات النقدية المصنوعة من سبائك النحاس تحتوي على 100 عملة فقط. 